# Ace Attorney Investigations: Miles Edgeworth
Ace Attorney Investigations: Benjamin Hunter, connu au Japon sous le nom de Gyakuten Kenji (逆転検事) et ailleurs sous le nom de Ace Attorney Investigations: Miles Edgeworth, est un jeu vidéo d'aventure développé et édité par l'entreprise japonaise Capcom. Il sort sur Nintendo DS en 2009.
Il s'agit d'un spin-off de la série Ace Attorney. Dans ce volet, le joueur passe de la défense à l'accusation en contrôlant le procureur Benjamin Hunter (Miles Edgeworth dans la version anglaise ; Reiji Mitsurugi dans la version japonaise).
Une suite intitulée Gyakuten Kenji 2 sort en 2011. Le jeu sort dans la compilation Ace Attorney Investigations Collection, regroupant également le second épisode, le 6 septembre 2024 sur Nintendo Switch, Playstation 4, Xbox One, Steam et PC Windows (Xbox Games Store) dans le monde, avec une localisation en français.

## Système de jeu

Logo anglais du titre

Dans l'ensemble, le gameplay est plus ou moins semblable à celui des épisodes précédents : des aventures textuelles de type Point & click. Cependant, le jeu a subi de nombreuses modifications, par exemple avec la disparition totale des procès qui sont remplacés par des passages de réflexion individuelle dans lesquels le joueur doit croiser logiquement les éléments connus de l'affaire pour en apprendre un peu plus sur le crime.

### Enquête
L'enquête consiste à collecter des preuves sur la scène de crime, à les examiner et examiner la scène de crime elle-même. Les preuves et les profils sont classés dans le "carnet" ("organizer" en anglais) et les informations sur les lieux du crime peuvent être examinées en utilisant une fonction de "Logique" ("Logic" en anglais).
Pendant l'enquête, le joueur peut contrôler le personnage en utilisant l'écran tactile ou la croix directionnelle. Près d'un objet, le joueur peut vérifier l'objet plus en détail, dans certains cas, cela peut présenter l'occasion de "déduire" une contradiction entre un objet et une preuve collectée. Vérifier des objets peut mener à ajouter une information à la Logique. Le joueur peut aussi parler à un des personnages présents, apprenant plus d'informations sur la scène et posant des questions spécifiques pouvant mener à trouver des preuves ou des informations pour la Logique.
Après que Cléa Faradet devient l'assistante de Benjamin Hunter, le joueur peut avoir accès à Little Thief (pouvant être traduit par Petit Voleur), le gadget de Cléa capable de reconstituer la scène de crime en hologramme permettant au joueur d'explorer en détail les événements passés ou supposés.
Un des éléments de l'enquête de cet épisode est la Logique. Cela permet d'examiner et de lier les indices trouvés sur le lieu du crime afin de répondre à toutes les questions apparaissant pendant l'enquête. À n'importe quel moment de l'enquête, le joueur peut essayer de relier deux informations de logique pour créer une preuve ou une nouvelle information de logique. Établir une mauvaise connexion baissera la jauge de crédibilité du personnage.

### Réfutations
Les "réfutations" sont similaires aux contre-interrogatoires de la série Ace Attorney. Les "Réfutations" sont des confrontations entre Hunter et les autres personnages, consistant à discuter des résultats de l'enquête. 
Ces confrontations peuvent dévoiler de nouvelles informations, ou parfois aboutir à une confession du meurtrier. 
Comme les contre-interrogatoires, le joueur peut demander plus de détails au témoin ou lui présenter une preuve qui contredit sa logique. Présenter la mauvaise preuve sera sanctionné en baissant la jauge de crédibilité d'Hunter.

## Résumé de l'histoire par chapitre
Le scénario est constitué de cinq affaires criminelles au total, toutes créées pour la Nintendo DS. Chronologiquement, le jeu se déroule entre Trial and Tribulations et Apollo Justice, pour être précis, il commence à peu près un mois après le dernier procès de Trial and Tribulations, et donc également à peu près un mois avant les événements et le procès conduisant à la radiation du Barreau de Phoenix, vus dans le flashback d'Apollo Justice.

### Épisode 1:Volte-face et intrusion
Après un mois passé à l'étranger, Benjamin Hunter revient dans son pays natal au Bureau du Procureur. À peine rentre-t-il dans son bureau qu'il découvre avec stupéfaction le cadavre d'un homme, abattu d'une balle. Cependant, il n'est pas seul dans son bureau. Un mystérieux personnage le surprend en lui collant un pistolet dans le dos. 
Mais il s'enfuit sans tirer sur Hunter. Comme le meurtre a été commis dans son bureau, il décide de résoudre cette affaire et de coincer l'auteur de ce crime atroce.

### Épisode 2:Volte-face de haut vol
Lors de turbulences dans l'avion de la compagnie Ifly qui revient de l'étranger, Hunter perd connaissance. À son réveil, il décide de retourner à sa place en prenant l'ascenseur. Cependant, il fait une macabre découverte : Il trouve le corps d'un homme à l'intérieur de l'ascenseur. Une hôtesse de l'air est témoin de la scène et accuse Hunter d'être le meurtrier. La tâche d'Hunter consiste alors à s'innocenter et à trouver le véritable meurtrier avant que l'avion ne se pose.

### Épisode 3:Volte-face et ravissement
Au lendemain de l'épisode précédent, Benjamin Hunter doit démêler l'enlèvement de Alistair Amano, fils de Ernesto Amano, grand homme d'affaires et bienfaiteur de Benjamin Hunter durant ses études en Europe. Ce dernier sera assisté dans son enquête par la jeune et un peu trop envahissante apprentie voleuse Cléa Faradet. L'investigation se trouve compliquée par l'apparition du mystérieux agent d'Interpol Shi-Long Lang et son aide Shih-na enquêtant sur une affaire de contrebande internationale de grande envergure.

### Épisode 4:Volte-face et réminiscences
Sept ans auparavant, le jeune procureur Benjamin Hunter dirigé par son mentor Manfred von Karma fait ses premiers pas au tribunal pour élucider le mystère d'un double meurtre qui s'est déroulé à l'intérieur d'une salle gardée par le fraichement débarqué inspecteur Dick Tektiv qui est malheureusement accusé de cet homicide.

### Épisode 5:Volte-face et embrasement
Après avoir passé trois jours à enquêter sur trois différentes affaires, Benjamin Hunter prend un repos bien mérité en sirotant sa tasse de thé. Malheureusement pour lui, Cléa Faradet vient le chercher dans son bureau pour lui apprendre que le Yatagarasu, le fameux "Grand Voleur", va venir à l'ambassade de Cohdopia pour lui voler ses secrets. Convaincue que ce Yatagarasu n'est qu'un imposteur, Cléa demande à Hunter de l'accompagner afin de le démasquer.

## Musique
Gyakuten Kenji Original Soundtrack, la bande originale du jeu, sort le 24 juin 2009 sur 2 disques. Elle est composée par Noriyuki Iwadare et Yasuko Yamada, la couverture dessinée par Tatsuro Iwamoto, directeur artistique et concepteur du jeu. C'est le seul jeu de la série à disposer d'une bande originale s'étalant sur deux disques.
Un autre disque, Gyakuten Kenji Orchestra Mini Album est sorti avec l'édition limitée comprenant les musiques du jeu en version orchestral tout comme les précédents jeux de la série Ace Attorney.

## Commercialisation
À l'occasion de la sortie du jeu une édition collector a été commercialisée au Japon exclusivement sur le site de vente e-capcom. Cette édition comprend :
- Un CD de 5 musiques Gyakuten Kenji Orchestra Mini Album
- Un DVD contenant des vidéos promotionnelles du jeu
- Une brochure du concert Gyakuten Saiban Special Courtroom 2008 Orchestra Concert
- 3 illustrations en format portrait représentant Benjamin Hunter, Cléa Faradet et Franziska von Karma
- Une pochette de rangement pour 6 jeux Nintendo DS

Une console Nintendo DSi aux couleurs du Lutin bleu (Taihokun), la petite mascotte de la police, est également sortie en édition collector.

## Traduction européenne
Alexandre Lecler, chef de produit et community manager au sein de Capcom France, a confirmé via un message sur le forum européen de l'éditeur que le jeu ne serait pas traduit en plusieurs langues (français, espagnol, allemand et italien) en Europe dû aux faibles ventes de Phoenix Wright: Ace Attorney - Trials and Tribulations et d'Apollo Justice: Ace Attorney.
La nouvelle ayant provoqué le mécontentement des joueurs, une pétition a été mise en ligne, mais le développeur a tout de même sorti le jeu sans le traduire. Certains groupes sur internet ont entamé la traduction bénévole par des fans, en allemand, en italien, en espagnol et en français. Ainsi, fin 2018, un patch complet du jeu en français, crée par l'équipe de traduction bénévole AAI-FR, est achevé et publié.
Finalement, lors d'un Nintendo Direct diffusé le 18 juin 2024, Capcom annonce la sortie de la compilation Ace Attorney Investigations Collection, regroupant les deux épisodes Ace Attorney Investigations avec une localisation officielle en français, le 6 septembre 2024 sur Nintendo Direct. 

## Accueil

### Critique
- Adventure Gamers : 3/5[9]
- Jeuxvideo.com : 15/20[10]

### Ventes
Au Japon le jeu s'est vendu à 172 000 exemplaires durant les première semaines de commercialisation, réalisant ainsi le deuxième meilleur démarrage juste derrière Kingdom Hearts: 358/2 Days.
Le totale des ventes est estimé à 680 000 exemplaires répartis selon 300 000 au Japon, 210 000 en Amérique du Nord, 130 000 en Europe et 40 000 dans le reste du monde.